# Genom Cyfrowy
Genom Cyfrowy – zawartość kapsuły czasu umieszczonej w byłej twierdzy wojskowej w pobliżu szwajcarskiego miasteczka Saanen, zwanej Szwajcarskim Fort Knox. Ma ona umożliwić przyszłym pokoleniom odczytanie danych stworzonych i zapisanych za pomocą przestarzałych technologii informatycznych.
Genom ma na celu, aby zgromadzone w nim dane były przez kolejnych 25 lat chronione przed znanymi możliwościami uszkodzenia, wliczając w to wybuch jądrowy i impuls elektromagnetyczny. Prace nad jego stworzeniem (Planets project) trwały cztery lata i zakończyły się w maju 2010 roku; brało w nich udział szesnaście bibliotek, instytutów badawczych i technologicznych, uniwersytetów oraz archiwów z całej Europy.

## Cel i zasada
Powodem stworzenia kapsuły czasu jest fakt, że im szybciej technologia się rozwija, tym też szybciej sama się starzeje. W praktyce oznacza to, iż również dobrze zarchiwizowanych i zabezpieczonych danych nie będzie można odtworzyć, ponieważ brakować będzie środków potrzebnych do ich odczytania i odkodowania ich formatu. Celem Genomu jest więc zachowanie tzw. cyfrowego DNA, czyli informacji i narzędzi umożliwiających dostęp do historycznych materiałów cyfrowych i ich odczyt, a także uniemożliwienie utraty pamięci cyfrowej w następnych dziesięcioleciach. Analogicznym projektem jest Globalny Bank Nasion na Svalbardzie.
Kapsuła czasu z Genomem Cyfrowym zawiera klucze formatów danych, czyli cyfrowy ekwiwalent kodu genetycznego z różnych ich rodzajów, a ma na celu umożliwić przyszłym naukowcom odkodowanie i dostęp do danych zapisanych za pomocą starych systemów zapisu. Zawiera informacje o szerokiej skali formatów cyfrowych używanych w komputerach, które współcześnie uważane są za oczywistość, różne formaty plików oraz dokumentację, jak czytać i opracowywać dane także w innych systemach, niż te, w których powstały.
Twórcy projektu szacują, że na świecie istnieje ponad bilion płyt CD z danymi. Znaczna ich część nie będzie dostępna dla przyszłych technologii, tak jak niedostępne są już dyskietki 8- i 5¼-calowe. Na każdego człowieka przypada średnio 100 GB danych w postaci np. fotografii z wakacji czy informacji medycznych, co jest równowartością 24 ton książek. Pomysłodawcy projektu szacują, że UE traci co roku informacje w postaci cyfrowej o wartości przekraczającej trzy miliardy euro, ponieważ żywotność technologii jest coraz krótsza: dla cyfrowych formatów plików wynosi 5–7 lat, a dla narzędzi zapisu – jak CD i DVD – dwadzieścia.
Profesor Andreas Tauber z Uniwersytetu Technicznego w Wiedniu podkreśla, że trwałość danych cyfrowych sięga kilku, kilkunastu lat, w przeciwieństwie do historycznych form zapisu – atramentem na papierze czy hieroglifów wyrytych w kamieniu. Jeżeli dziś nie będzie się tworzyć środków do odczytu starszych formatów cyfrowych, utrata zapisanych w ten sposób danych będzie w przyszłości kosztować miliardy; ciężko jednak przewidzieć, które z formatów (jak np. PDF czy JPEG) zanikną w ciągu 25 lat.

## Zawartość
Kapsuła zawiera:
- obiekty cyfrowe zagrożone tym, że zostaną utracone – fotografia w formacie JPEG, wiadomość w formacie Java, krótki film w formacie MOV, strona internetowa w formacie HTML i broszura w formacie PDF
- wersje powyższych przekonwertowane do formatów odpowiedniejszych do długoletniego przechowywania (np. PDF/A, TIFF)
- nośniki danych, na których umieszczone są pliki z tymi obiektami
- sprzęt i oprogramowanie potrzebne do odczytu danych
- kopie konwerterów użytych do stworzenia nowych wersji obiektów
- opisy pliku obiektów, formaty i nośniki, systemy plików i kodowanie
- informacje o relacjach między obiektami, wspierane technologie i uznawane normy

## Placówki naukowe współtworzące Genom
W czteroletnich pracach nad stworzeniem Genomu brało udział szesnaście europejskich bibliotek, instytutów badawczych i technologicznych, uniwersytetów oraz archiwów:
- Biblioteka Brytyjska (The British Library)
- Niderlandzka Biblioteka Królewska (Koninklijke Bibliotheek)
- Austriacka Biblioteka Narodowa (Österreichische Nationalbibliothek)
- Duńska Biblioteka Królewska (Det Kongelige Bibliotek)
- Biblioteka Państwowa w Aarhus (Statsbiblioteket i Aarhus)
- Niderlandzkie Archiwum Narodowe (Het Nationaal Archief)
- Archiwum Narodowe Anglii, Walii i Zjednoczonego Królestwa (The National Archives of England, Wales and the United Kingdom)
- Szwajcarskie Archiwum Federalne (Schweizerisches Bundesarchiv / Archives fédérales suisses)
- Uniwersytet w Kolonii (Universität zu Köln)
- Uniwersytet Alberta i Ludwika we Fryburgu Bryzgowijskim (Albert-Ludwigs-Universität Freiburg)
- Instytut Informacji i Zaawansowanych Technologii Społecznych na Uniwersytecie w Glasgow (University of Glasgow)
- Uniwersytet Techniczny w Wiedniu (Technische Universität Wien)
- Austriacki Instytut Technologiczny (Österreichische Institut für Technologie)
- IBM Holandia (IBM Nederland)
- Microsoft Research
- Tesella Plc